# Sarah-Jane
Sarah-Jane, née le 26 septembre 1985 en Inde, est une chansonnière populaire de Suisse.

## Biographie
À l’âge de six mois, Sarah-Jane est adoptée par un couple suisse. Elle vit depuis dans la région de Sissach, dans le canton de Bâle-Campagne.
En 2003 Sarah-Jane est découverte pendant un concours de talent du Alpenschlagerfestival à Engelberg. En 2004, elle atteint le 2e rang avec Ich bin noch viel zu jung dans la qualification suisse pour le grand prix des musiques populaires et atteint le 16e rang dans le concours définitif. 2005 elle est deuxième dans le même concours, grâce à leur chanson Einmal hin, einmal her.

## Discographie
- 2004 : Ich bin noch viel zu jung
- 2005 : Einmal hin, einmal her
- 2007 : Lebensfreude

## Liens
- Page officielle de Sarah-Jane